# Dolichopus albicinctus
Dolichopus albicinctus är en tvåvingeart som beskrevs av Smirov 1948. Dolichopus albicinctus ingår i släktet Dolichopus och familjen styltflugor. Inga underarter finns listade i Catalogue of Life.